# Zorzines convexa
Zorzines convexa är en fjärilsart som beskrevs av Inoue 1988. Zorzines convexa ingår i släktet Zorzines och familjen nattflyn. Inga underarter finns listade i Catalogue of Life.